# Río Almargen
El río Almargen, también llamado río de Teba y río de la Venta en diferentes tramos, es un río del sur de la península ibérica perteneciente a la cuenca mediterránea andaluza, que discurre en su totalidad por el territorio del norte de la provincia de Málaga (España). 
Era un afluente del río Guadalteba hasta la construcción de los embalses Guadalhorce-Guadalteba, cuando el río Almargen pasó a desembocar en el pantano de Guadalteba en lugar del río homónimo.

## Curso
Nace en la Sierra de Cañete recogiendo aguas de escorrentía de los Llanos de Almargen y sierras vecinas. Su curso es irregular presentando en los meses lluviosos un caudal importante de aguas. Tiene una longitud de 15 km hasta su desembocadura en el citado pantano. Su curso es irregular presentando en los meses lluviosos un caudal importante de aguas. La presencia de industria o explotaciones ganaderas contaminantes en su curso alto es la causa del lamentable estado en que se encuentra el río.   
El clima es de tipo subcontinental, con inviernos fríos y heladas y veranos calurosos. La precipitación media  están entre los 600 y 700 mm. La cuenca fluvial del río tiene una superficie aproximada de 130 km² discurriendo de oeste a este de la comarca. La mayoría de sus afluentes son arroyos estacionales sin caudal en verano.
Su afluente más significativo es el arroyo Salado, de caudal menor pero en cuyo nacimiento sus aguas tienen elevado nivel de yodo y son consideradas aguas medicinales, especialmente para dolencias degenerativas del sistema óseo. Queda constancia de que ya desde la época romana se aprovecharon esas aguas según indican los restos de antiguas termas allí encontrados. Otros afluentes son los arroyos de la Cañada de la Saucedilla, Majinca, la Rana, Altamira, Nina, Torviscal, los Codriales, Chumbo y Cañuelo.

## Tajo del Molino
Poco antes de su desembocadura el río se encajona en un impresionante tajo de paredes verticales de aproximadamente un kilómetro de longitud denominado Tajo del Molino, excavado por el río a lo largo de los siglos. Así, el desfiladero se formó durante la emersión de los fondos marinos calizos durante el jurásico. Después la acción del agua propició el fenómeno de la karstificación con lo que en este paraje abundan las cuevas y cavidades, siendo la más notable la cueva de las Palomas. Al fondo del tajo se encuentra un molino arruinado por donde entraba el agua que al caer sobre la maquinaria propia del molino movía las turbinas que permitían moler el grano. 
Aunque el río suele discurrir contaminado no evita que la flora y fauna existente sea de gran interés. Pueden verse grandes rapaces como el buitre leonado, alimoches además de rapaces nocturnas así como murciélagos que habitan en las cuevas. Sobre todo destaca la presencia de las cabras monteses que se acercan al desfiladero en épocas de estío para beber. Como flora encontramos palmitos, romeros, esparragueras, acebuches, orquídeas, etc.